# Vysokoškolský index

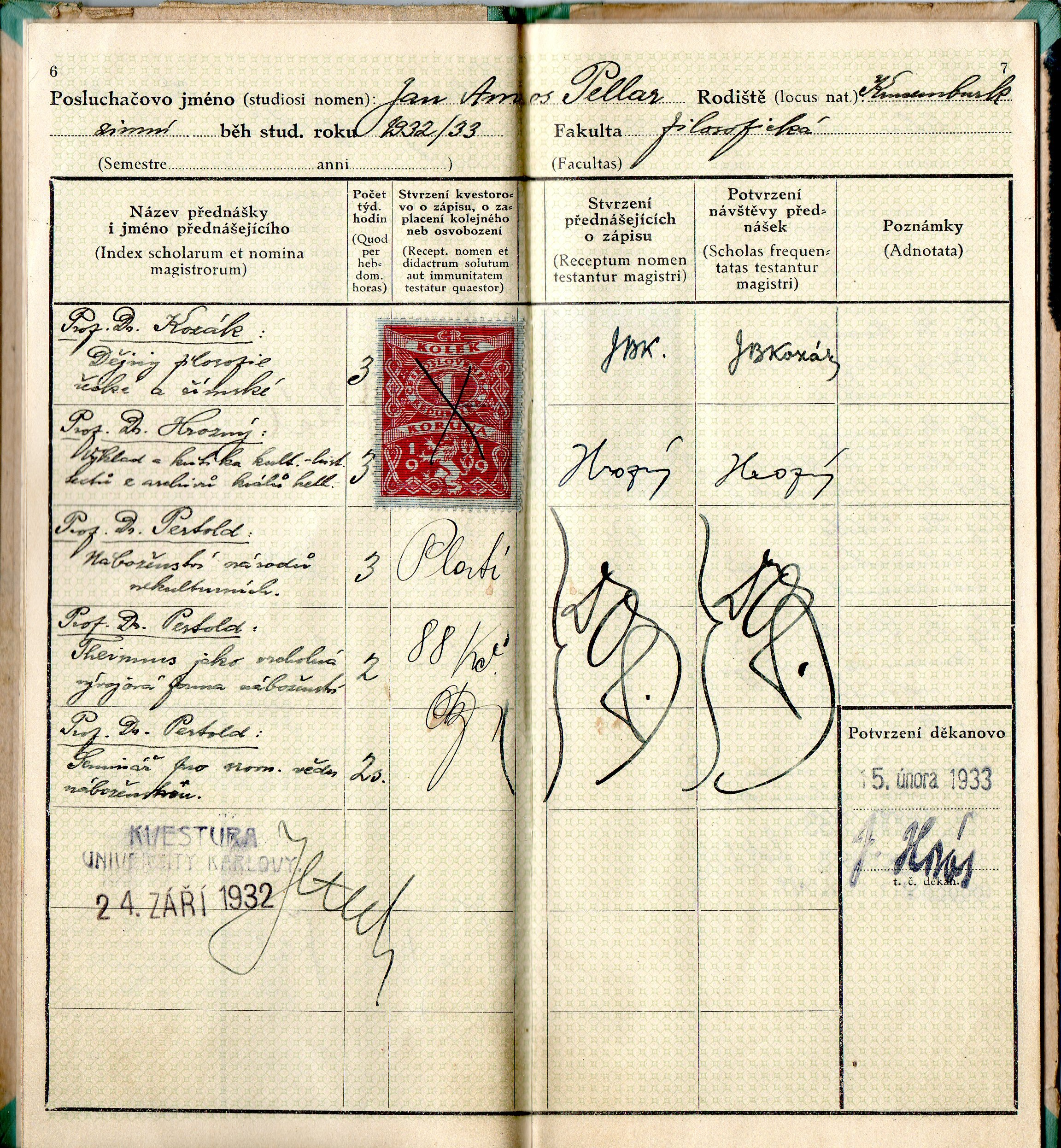
Index z Filosofické fakulty UK z roku 1932

Index, oficiálně nazývaný Výkaz o studiu, je pojmenování pro sešitek, do něhož se provádějí záznamy o vysokoškolském studiu.

## Forma
Index může mít podobu pouze papírovou (malý sešitek většinou formátu A6) nebo pouze elektronickou, případně kombinaci. Běžně se vyskytují obě verze současně. Elektronická forma je vedena v informačním systému školy (např. IS/STAG, SIS, IS apod.).
Někdy se užívá samostatný index pro každý stupeň studia (bakalářský, magisterský, doktorský). Někdy se užívá jeden index pro všechny stupně studia.

## Obsah
Index většinou obsahuje na první straně fotografii studenta, rodné číslo a podpis. Na následující straně je název vysoké školy (někdy s razítkem), název studijního programu a informace o studentovi - jméno a příjmení, datum a místo narození apod. Na této straně je uvedeno razítko školy a podpis děkana fakulty. Někdy je zde také vyznačené datum imatrikulace a akademického slibu. (Tento fakt bývá doložen razítkem s textem kupř. akademický slib vykonán, ale nebývá to pravidlem. Někdy je informace o vykonání akademického slibu studentem uvedena v zadní části indexu - Úřední sdělení.)
Další stránky obsahují zpravidla zapsané předměty (přednášky a cvičení, resp. semináře) s hodinovou i kreditovou dotací. Dále jsou zde uvedeny zápisy o zápočtech a zkouškách. Studijní oddělení zde také uvádí záznamy o zápisu do daného akademického roku a informaci o postupu do dalšího úseku studia, kterým je zpravidla ročník, ale také informaci o počtu celkově dosažených kreditů za daný akademický rok.

## Užití
Index se využívá k zápisu zkoušek a absolvovaných zápočtů, slouží také většinou jako oficiální doklad o studiu. Odevzdává se při přihlášení studenta ke státní bakalářské, magisterské či doktorské zkoušce. Po úspěšně vykonané státní závěrečné zkoušce se index většinou studentovi vrací.

## Doklad o studiu
Podle legislativy se obvykle indexem rozumí Výkaz o studiu. Doklady o studiu ve studijním programu a o absolvování studia ve studijním programu jsou:
- průkaz studenta,
- výkaz o studiu,
- vysokoškolský diplom,
- doklad o vykonaných zkouškách,
- potvrzení o studiu,
- dodatek k diplomu.

Průkaz studenta je doklad vydávaný vysokou školou, který student obdrží po zápisu do studia; uvedený doklad potvrzuje právní postavení studenta, které ho opravňuje využívat práv a výhod studenta vyplývajících z právních předpisů nebo z vnitřních předpisů vysoké školy.
Výkaz o studiu je doklad, do něhož se zapisují zejména studijní předměty a výsledky kontroly studijní úspěšnosti nebo studijního výkonu. Údaje uvedené v první větě lze evidovat rovněž v elektronickém informačním systému vysoké školy nebo fakulty. V takovém případě je vysoká škola nebo fakulta povinna zabezpečit údaje v elektronickém informačním systému proti zásahu neoprávněných osob. Za Výkaz o studiu se pak považuje výpis těchto údajů úředně potvrzený vysokou školou nebo fakultou.
Vysokoškolský diplom je dokladem o absolvování studijního programu.
Doklad o vykonaných zkouškách nebo potvrzení o studiu obdrží na základě své žádosti osoba, která ukončila studium ve studijním programu, student na základě své žádosti, absolvent studia ve studijním programu na základě své žádosti. 
Dodatek k diplomu obdrží absolvent studia ve studijním programu. Jsou v něm uvedeny zpravidla absolvované studijní předměty a informace o studijním programu a vysokoškolské kvalifikační práci. 